# Morti nel 1998/Aprile
| Questa pagina contiene informazioni ricavate automaticamente dalle voci biografiche con l'ausilio del template Bio e di un bot. L'aggiornamento è periodico e automatico e ricostruisce completamente la pagina. Se manca una persona in questa lista, sei pregato di non aggiungerla, ma accertati piuttosto che la sua voce biografica contenga il template Bio e che i dati anagrafici siano correttamente compilati. Se il template Bio manca, inseriscilo tu stesso o, in alternativa, metti l'avviso {{tmp\|Bio}} che ne segnala la mancanza. Se i dati riportati sono sbagliati, correggi direttamente la voce biografica; le modifiche saranno visibili in questa lista entro pochi giorni. Per chiarimenti vedi il progetto biografie. La lista contiene solo le 110 persone che sono citate nell'enciclopedia e per le quali è stato implementato correttamente il template Bio. Pagina aggiornata al 3 mar 2024. |

- 1º aprile - Gene Evans, attore statunitense (n. 1922)
- 1º aprile - Angelo Galateri di Genola, generale italiano (n. 1912)
- 1º aprile - Janusz Nasfeter, regista e sceneggiatore polacco (n. 1920)
- 1º aprile - Rozz Williams, cantante statunitense (n. 1963)
- 2 aprile - Ronnie Dix, calciatore inglese (n. 1912)
- 3 aprile - Mary Cartwright, matematica britannica (n. 1900)
- 3 aprile - Caroline Fletcher, tuffatrice statunitense (n. 1906)
- 3 aprile - Givi Kartozija, lottatore sovietico (n. 1929)
- 3 aprile - Charles Lang, direttore della fotografia statunitense (n. 1901)
- 3 aprile - Rob Pilatus, cantante, ballerino e modello tedesco (n. 1965)
- 3 aprile - Wolf Vostell, pittore e scultore tedesco (n. 1932)
- 4 aprile - Kate Bosse-Griffiths, egittologa e scrittrice tedesca (n. 1910)
- 4 aprile - Ángel Schandlein, calciatore argentino (n. 1930)
- 5 aprile - Ettore Bonora, critico letterario, storico della letteratura e italianista italiano (n. 1915)
- 5 aprile - Cozy Powell, batterista britannico (n. 1947)
- 6 aprile - Edgar Ablowich, velocista statunitense (n. 1913)
- 6 aprile - Rudy Dhaenens, ciclista su strada e pistard belga (n. 1961)
- 6 aprile - Antonio Randi, lottatore italiano (n. 1921)
- 6 aprile - Wendy O. Williams, cantante statunitense (n. 1949)
- 6 aprile - Tammy Wynette, cantautrice statunitense (n. 1942)
- 7 aprile - Vitalij Galkov, canoista sovietico (n. 1939)
- 8 aprile - Anatole Dauman, produttore cinematografico francese (n. 1925)
- 8 aprile - Roberto Guiducci, urbanista, sociologo e ingegnere italiano (n. 1923)
- 8 aprile - René Pellos, fumettista francese (n. 1900)
- 9 aprile - Antonio Balsamo, compositore e sassofonista italiano (n. 1934)
- 9 aprile - Francesco Murgia, politico e avvocato italiano (n. 1903)
- 9 aprile - Aleksej Spiridonov, martellista sovietico (n. 1951)
- 9 aprile - John Tate, pugile statunitense (n. 1955)
- 10 aprile - Dieter Erler, calciatore tedesco orientale (n. 1939)
- 10 aprile - Zezé Moreira, calciatore e allenatore di calcio brasiliano (n. 1917)
- 11 aprile - Paolo Arnaboldi, presbitero e teologo italiano (n. 1914)
- 11 aprile - Rodney Harvey, attore statunitense (n. 1967)
- 11 aprile - Georges Houyvet, calciatore francese (n. 1906)
- 11 aprile - Alfonso Menna, politico italiano (n. 1890)
- 11 aprile - Kristaq Rama, scultore albanese (n. 1932)
- 11 aprile - Ivan Čerepnin, compositore statunitense (n. 1943)
- 12 aprile - Giovanni Demaria, economista italiano (n. 1899)
- 12 aprile - Ljubica Otašević, cestista e attrice jugoslava (n. 1933)
- 12 aprile - Bruno Rodzik, calciatore francese (n. 1935)
- 12 aprile - Charles Sibley, ornitologo e biologo statunitense (n. 1917)
- 13 aprile - Nyta Dover, attrice svizzera (n. 1927)
- 13 aprile - Patrick de Gayardon, paracadutista francese (n. 1960)
- 13 aprile - Bahi Ladgham, politico tunisino (n. 1913)
- 14 aprile - Sandro Sequi, drammaturgo, regista e scrittore italiano (n. 1933)
- 14 aprile - Dorothy Squires, cantante gallese (n. 1915)
- 15 aprile - Tony Astarita, cantante italiano (n. 1939)
- 15 aprile - William Congdon, pittore statunitense (n. 1912)
- 15 aprile - Pompeo D'Ambrosio, imprenditore italiano (n. 1917)
- 15 aprile - Domenico Parola, calciatore e allenatore di calcio italiano (n. 1945)
- 15 aprile - Pol Pot, rivoluzionario e politico cambogiano (n. 1925)
- 15 aprile - Kayo Wnorowski, cestista statunitense (n. 1921)
- 16 aprile - Alberto Calderón, matematico argentino (n. 1920)
- 16 aprile - Fred Davis, giocatore di snooker inglese (n. 1913)
- 16 aprile - Marie-Louise Meilleur, supercentenaria canadese (n. 1880)
- 17 aprile - Alberto Bovone, cardinale e arcivescovo cattolico italiano (n. 1922)
- 17 aprile - Linda McCartney, fotografa, tastierista e cantante statunitense (n. 1941)
- 18 aprile - Ferenc Deák, calciatore ungherese (n. 1922)
- 18 aprile - Francis Durbridge, scrittore e sceneggiatore britannico (n. 1912)
- 18 aprile - Nelson Gonçalves, cantante, compositore e chitarrista brasiliano (n. 1919)
- 18 aprile - Otto Pollak, scrittore e docente statunitense (n. 1908)
- 18 aprile - Alberto Trabucchi, giurista italiano (n. 1907)
- 19 aprile - Cataldo Cassano, politico italiano (n. 1902)
- 19 aprile - Lorna Volare, attrice australiana (n. 1911)
- 20 aprile - Severo Cominelli, calciatore italiano (n. 1915)
- 20 aprile - Yoshio Inaba, attore giapponese (n. 1920)
- 20 aprile - Edwin Thompson Jaynes, fisico e statistico statunitense (n. 1922)
- 20 aprile - Aram Katcher, attore turco (n. 1921)
- 20 aprile - Ossi Marxer, sciatore alpino liechtensteinese (n. 1953)
- 20 aprile - Octavio Paz, poeta, scrittore e saggista messicano (n. 1914)
- 21 aprile - Spalato Bellerè, politico italiano (n. 1938)
- 21 aprile - Peter Lind Hayes, attore e compositore statunitense (n. 1915)
- 21 aprile - Jean-François Lyotard, filosofo francese (n. 1924)
- 22 aprile - Alfredo Rodrigues da Motta, cestista brasiliano (n. 1921)
- 22 aprile - Kitch Christie, allenatore di rugby a 15 e rugbista a 15 sudafricano (n. 1940)
- 22 aprile - Carlo Donida, compositore e pianista italiano (n. 1920)
- 22 aprile - León Najnudel, cestista, allenatore di pallacanestro e dirigente sportivo argentino (n. 1941)
- 22 aprile - Régine Pernoud, storica francese (n. 1909)
- 22 aprile - Marvin Worth, produttore cinematografico e sceneggiatore statunitense (n. 1925)
- 23 aprile - Augusto Baccin, architetto e urbanista italiano (n. 1914)
- 23 aprile - Anselmo Bersano, musicista italiano (n. 1903)
- 23 aprile - Kōnstantinos Karamanlīs, politico greco (n. 1907)
- 23 aprile - James Earl Ray, criminale statunitense (n. 1928)
- 23 aprile - Gregor von Rezzori, scrittore, attore e artista austriaco (n. 1914)
- 24 aprile - Mel Powell, compositore e docente statunitense (n. 1923)
- 24 aprile - Christiane Rochefort, scrittrice francese (n. 1917)
- 24 aprile - Nikodem Skotarczak, criminale polacco (n. 1954)
- 25 aprile - Jorge Dominichi, calciatore argentino (n. 1947)
- 25 aprile - Wright Morris, scrittore, saggista e fotografo statunitense (n. 1910)
- 25 aprile - Christian Mortensen, supercentenario danese (n. 1882)
- 25 aprile - Valerio Valeri, filosofo e antropologo italiano (n. 1944)
- 26 aprile - Alan Boxer, ufficiale neozelandese (n. 1916)
- 26 aprile - Giordano Falzoni, artista, scrittore e attore italiano (n. 1925)
- 26 aprile - Juan José Gerardi Conedera, vescovo cattolico guatemalteco (n. 1922)
- 26 aprile - Gabe Paul, imprenditore statunitense (n. 1910)
- 26 aprile - Pauline Réage, scrittrice francese (n. 1907)
- 27 aprile - Carlos Castaneda, scrittore peruviano (n. 1925)
- 27 aprile - Gabriel Ferenčík, calciatore slovacco (n. 1919)
- 27 aprile - Ralph Alexander Raphael, chimico inglese (n. 1921)
- 27 aprile - Bruno Rodolfi, calciatore argentino (n. 1915)
- 27 aprile - Nguyễn Văn Linh, politico vietnamita (n. 1915)
- 27 aprile - Doak Walker, giocatore di football americano statunitense (n. 1927)
- 28 aprile - Jerome Bixby, scrittore, curatore editoriale e sceneggiatore statunitense (n. 1923)
- 28 aprile - Valerij Nikolaevič Karpov, compositore di scacchi russo (n. 1939)
- 28 aprile - Ugo Maccabruni, pittore italiano (n. 1923)
- 29 aprile - Antonio Carbonaro, sociologo italiano (n. 1927)
- 29 aprile - Samuel Cummings, imprenditore statunitense (n. 1927)
- 29 aprile - Harold Devine, pugile statunitense (n. 1909)
- 29 aprile - Italia Lucchini, velocista italiana (n. 1918)
- 30 aprile - Nizar Qabbani, diplomatico, poeta e editore siriano (n. 1923)
- 30 aprile - Johanna Selbach, nuotatrice olandese (n. 1918)